# So Far (chanson d'Eminem)
Pour l’article homonyme, voir So Far.
So Far... est une chanson américaine de hip-hop de l'artiste Eminem, extrait de son huitième album studio The Marshall Mathers LP 2, sorti en 2013. La chanson, qui est la treizième piste de l'album, évoque les pièges de la célébrité et de la tendance à faire que les choses aillent mal au pire moment possible. La chanson a été produite par le producteur exécutif Rick Rubin. So Far comporte des samples de l'enregistrement de Joe Walsh Life's Been Good, et contient également des samples de P.S.K. What Does It Mean? interprété par Schooly D, ainsi que The Real Slim Shady, et I'm Back, de lui-même. La chanson a reçu des critiques positives lors de la sortie de l'album, et a débuté à la troisième position au Billboard Hot R&B/Hip-Hop Songs.

## Arrière-plan et thème
Dans cette chanson, Eminem détaille les pièges de la célébrité et la tendance pour que les choses aillent mal au pire moment possible, il utilise la chanson comme un coup d’œil sur sa vie, et le fait de vivre dans la « maison de verre de la renommée »,. Il a aussi fait état de la maladresse dont peuvent parfois faire preuve les fans en interagissant avec lui, comme il l'a expliqué dans une interview avec Sway Calloway,. En outre, il fait référence à deux de ses chansons de The Marshall Mathers LP, I'm back et The Real Slim Shady. À la fin de la deuxième strophe, il rappe : « The other day someone got all elaborate/ And stuck a head from a fucking dead cat in my mailbox », une référence à la chanson I'm back, où il rappe : « I used to get punked and bullied on my block/ 'Till I cut a kitten's head off and stuck it in this kid's mailbox ». Au cours de cette ligne, le rythme change également par rapport à celui de I'm Back. Puis il dit : « Went to Burger King, they spit on my onion rings/ I think my karma is catching up with me ». Cela crée une suite de The Real Slim Shady, où il rappe : « And every single person is a Slim Shady lurking/ He could be working at Burger King, spitting on your onion rings ». Ici, le rythme devient alors celui utilisé dans The Real Slim Shady. Il mentionne également l'écoute de Ludacris en se plaignant que la technologie blesse le vrai rap, comme Yelawolf de Shady Records. Eminem fait également de l'autodérision à propos de son vieillissement.

## Composition
La chanson a été produite par Rick Rubin, et a été écrite par Eminem, Joe Walsh et Jesse Weaver. Comme d'autres productions de Robin sur l'album, elle comporte beaucoup de samples. Elle a été enregistrée par Mike Strange, Joe Strange et Tony Campana à l'Effigy Studios, dans le Michigan, et Jason Lader au Shangri La Studios à Malibu, en Californie. Les retouches additionnelles ont été fournies par Luis Resto.

## Réception critique
So Far... a globalement reçu des critiques positives de la critique musicale. Luke Fox de Exclaim! a fait l'éloge de la production de la chanson comme étant l'un des meilleurs choix de beat de l'album. Dan Rys a déclaré que des chansons comme So Far : « grow on you by getting stuck in your head, and before long you’ll know every word and skip ahead to hear the familiar refrains and deft flows ». Jon Caramanica a dit dans le New York Times que la chanson est « un rappel qu'Eminem ne s'est jamais installé dans une esthétique musicale, seulement dans une stratégie de la rime ».
Jesal 'Jay Soul' Padania de RapReviews.com déclare : « Rick Rubin pops up for the third time and kills it (alongside the star of the show) on the cracking Detroit anthem « So Far... » - a song that conveniently shows up everything wrong with « Berzerk » ». The Metro Times et Philly Inquirer ont fait l'éloge de l'humour de la chanson, ; Nick Catucci, lui, a loué, dans Entertainment Weekly, l'utilisation du sample de Joe Walsh. Un avis négatif a été déposé par Mike Diver de Clash : « C'est tellement horrible qu'elle [la chanson] devrait être retirée de chaque copie de l'album, immédiatement ».
Complexe a classé la chanson 41e, sur leur liste des meilleures chansons de l'année 2013.

## Performance dans les charts
| Chart (2013)                         | Meilleure position |
| ------------------------------------ | ------------------ |
| US Hot R&B/Hip-Hop Songs (Billboard) | 3                  |